# Obi-Wan Kenobi (televizijska serija)
Obi-Wan Kenobi (poznata i kao 'Star Wars: Obi-Wan Kenobi) američka je televizijska miniserija iz 2022. godine koju je producirao Lucasfilm studio za streaming platformu Disney+.
Miniserija usredotočuje se na istoimeni lik koji glumi Ewan McGregor, koji je prethodno glumio Jedija u prequel trilogiji, ovdje i kao izvršni producent. Serija, koja je u početku nastala kao antologijski spin-off filmova Rogue One i Solo, smještena je deset godina nakon događaja iz filma Epizoda III: Osveta Sitha, a ujedno označava povratak Haydena Christensena u ulozi Dartha Vadera.
Serija premijerno će bit prikazana 27. svibnja 2022. godine na Disney+-u a sastojat će se od šest epizoda.

## Radnja
Deset godina nakon dramatičnih događaja iz Epizode III: Osveta Sitha, Obi-Wan Kenobi bdije nad Lukeom Skywalkerom na pustinjskom planetu Tatooineu, nakon što je pretrpio svoj najveći poraz, odnosno propast svog najboljeg prijatelja i šegrta Jedija Anakina Skywalkera, koji je postao zli i korumpirani sith Lord Darth Vader i koji je sada vođa inkvizitora, čiji je zadatak uništiti posljednje fragmente Jedi reda.

## Glumačka postava
- Ewan McGregor kao Obi-Wan Kenobi
- Hayden Christensen kao Anakin Skywalker / Darth Vader
- Joel Edgerton kao Owen Lars
- Bonnie Piesse kao Beru Whitesun Lars
- Moses Ingram kao Reva / Third Sister
- Indira Varma kao Imperial officer
- Rupert Friend kao Grand Inquisitor
- Sung Kang kao Fifth Brother
- Kumail Nanjiani kao Haja Erstree
- Benny Safdie kao Nari
- Jimmy Smits kao Bail Organa
- Simone Kessell kao Breha Organa
- Vivien Lyra Blair kao Leia Organa

Uz to, O'Shea Jackson Jr., Maya Erskine i Rory Ross dobili su uloge u neobjavljenim ulogama.
Pojavit će se i mladi Luke Skywalker, kojeg će glumiti Grant Feelyc

## Produkcija

### Snimanje
Snimanje je započelo u travnju 2021. u Los Angelesu, dok je McGregor potvrdio da je počeo snimati 4. svibnja, na Dan Ratova zvijezda. Za snimanje je korištena tehnologija videowall StageCraft, koja se prethodno koristila u Mandalorianu i The Book of Boba Fett. McGregor je radio kostimirane probe za Obi-Wan Kenobija na setu Mandaloriana i rekao da mu je StageCraft omogućio da se više zabavlja radeći na seriji nego u prequel trilogiji zbog manje upotrebe plavog i zelenog ekrana. McGregor je potvrdio kraj snimanja 19. rujna 2021. godine.

### Glazba
Sredinom veljače 2022. godine John Williams snimio je glavnu temu serije s orkestrom u Los Angelesu. Williams je prethodno napisao temu za Obi-Wan Kenobi u prvom filmu sage, ali s vremenom je bio povezan s temom Force. Ovo je drugi put da je Williams napisao temu za film Zvjezdanih Ratova koji nije povezan s glavnom sagom, kao što je to učinio za Solo: Priča iz Ratova Zvijezda.
U travnju 2022. objavljeno je da je Natalie Holt skladala soundtrack za miniseriju, osim teme Obi-Wan, posuđujući svoj glas i nastupajući s vlastitom violinom. Holt je prva žena koja je ikada skladala glazbu za sagu.
Chow je otišla u London kako bi upoznala Holt i imala "dva dana intenzivnog ronjenja" pokazujući njezine nepotpune snimke serije. Holt je tada počela razvijati teme za nove likove i pisati soundtrack koji, kako je rekla, "ima korijena u tradicionalnim Ratovima zvijezda" više nego što je to učinila glazba Ludwiga Göranssona s Mandalorianom.
Holtina glazba snimljena je u Los Angelesu u Fox Studios Newman Scoring Stageu, s nekim dodatnim modernim zvukovima. Kao i kod prethodne glazbe Ratova zvijezda, Holt je bila pod utjecajem kulturne glazbe iz stvarnog svijeta da predstavlja različite planete u seriji, uključujući zapadnu i istočnjačku glazbu. Holt je koristila lovačke rogove i neke neobične udaraljke koje je proizveo Brian Kilgore kako bi stvorila temu inkvizitora. Holt je završila svoj rad za seriju krajem travnja 2022. godine.

## Promocija
Prva službena slika serije zajedno s datumom izlaska objavljena je 9. veljače 2022. Mjesec dana kasnije, službeni trailer objavljen je na internetu.

## Distribucija
Premijera serije prvotno je bilo zakazana za 25. svibnja 2022., točno 45 godina nakon osnutka sage, ali 31. ožujka 2022. objavljeno je da će serija biti objavljena na Disney+-u u petak, 27. svibnja 2022. s dvostrukom pizodom. Od treće epizode nadalje bit će objavljena tjedno srijedom.

## Vanjske poveznice
Obi-Wan Kenobi u internetskoj bazi filmova IMDb-a